# Le Quotidien des Jeunes
Le Quotidien des Jeunes est un magazine mensuel de trente deux pages paraissant à La Réunion. Destiné à un public âgé entre neuf et quinze ans, le Quotidien des Jeunes traite l’actualité locale des jeunes Réunionnais et leur propose des éclairages sur l’actualité nationale ou internationale. 

## Historique
Créé en 2005, après une première tentative de 1993 à 1995, le Quotidien des Jeunes, baptisé d’abord Journal des Jeunes, devient un encart détachable le 31 janvier 2007. À cette date, un journaliste est chargé à plein temps de la réalisation du supplément qui passe de trois à huit pages. Ce changement est accompagné de l’édition d’une série de fiches sur les animaux de La Réunion, accompagné d’un concours destiné aux écoles qui réunit 160 classes pour un peu plus de 400 productions.
Jusqu'en mai 2019, le Quotidien des Jeunes était publié sous la forme d'un supplément hebdomadaire dans le journal Le Quotidien de La Réunion. Après quelques mois en formule grand format, le 7 décembre 2019 le Quotidien des Jeunes est devenu un magazine mensuel à part entière.

## Contenu
La maquette comprend un sujet de Une lié à l’actualité culturelle, sportive à la vie des jeunes Réunionnais. Suit un petit journal qui présente divers évènements de l’île ainsi que des brèves scientifiques, culturelles et sportives. La « page des passionnés » présente chaque semaine une activité, à travers le regard d’un ou d’une jeune Réunionnais(e), tandis que « l’actualité expliquée » vise à mettre à portée des collégiens un fait survenu durant la semaine. Le Quotidien des Jeunes propose également une demi-page en anglais, une expérience scientifique à réaliser soi-même, un tour de magie proposé par le magicien Fred Fogherty. Durant les vacances, certaines rubriques sont remplacées par des jeux et des bandes dessinées. 
En décembre 2008, le Quotidien des Jeunes a ainsi proposé un jeu de société original « Plaatband » à découper.

## Un outil d’éducation aux médias
La rédaction du Quotidien des Jeunes s’implique également dans la présentation des médias auprès des scolaires, notamment à l’occasion de la Semaine de la presse et des médias dans l'École organisée par le CLEMI. Plusieurs clubs répartis dans l’île, permettent à des collégiens d’écrire leurs articles et de se voir publier le mercredi sur une page dédiée. Ces clubs animés par des professeurs volontaires se rencontrent toutes les semaines et reçoivent régulièrement la visite de l’équipe rédactionnelle.
Durant la Semaine de la presse, organisée dans l’île du 6 au 10 avril 2009, le Quotidien des jeunes a ouvert pour la troisième année consécutive, ses colonnes à des élèves de collèges et lycées. Un groupe de lycéens du Lycée Leconte-de-Lisle à Saint-Denis a par ailleurs vécu en temps réel la fabrication du journal le Quotidien en rédigeant des articles sur différents médias de l’île. Une expérience similaire a été menée, à l’occasion du salon du Livre de jeunesse de l’Océan indien en décembre 2008, manifestation couverte par une classe de terminale professionnelle du lycée Léon de Lépervanche au Port.